# Барон Хантингфилд

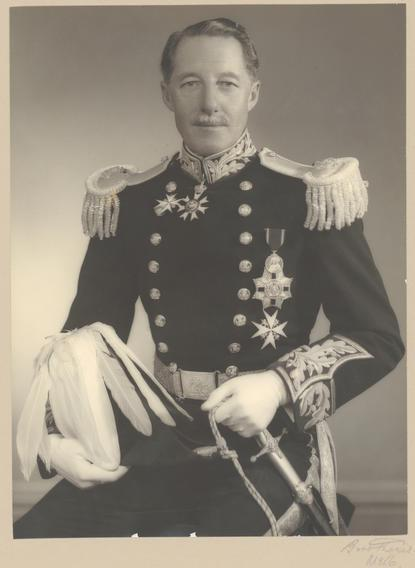
Уильям Чарльз Аркедекн Ваннек, 5-й барон Хантингфилд

Барон Хантингфилд — аристократический титул, созданный трижды в британской истории (1351 и 1362 годы — Пэрство Англии, 1796 год — Пэрство Ирландии). О первых двух креациях известно немного. Они, вероятно, угасли или попали в состояние ожидания после смерти своих первых владельцев.
В третий раз титул барона Хантингфилда из Хевенингэм Холла в графстве Саффолк в системе Пэрства Ирландии был создан 7 июля 1796 года для сэра Джошуа Ваннека, 3-го баронета (1745—1816), депутата парламента от Данвича (1790—1800, 1801—1816). Его сын, Джошуа Ваннек, 2-й барон Хантингфилд (1778—1844), также представлял Данвич в Палате общин Великобритании (1816—1819). Его правнук, Уильям Ваннек, 5-й барон Хантингфилд (1883—1969), который наследовал своему дяде в 1915 году, был консервативным депутатом парламента от Ая (1923—1929) и 17-м губернатором штата Виктория (1934—1939). По состоянию на 2013 год носителем титула являлся внук последнего, Джошуа Чарльз Ваннек, 7-й барон Хантингфилд (род. 1954), который стал преемником своего отца в 1994 году.
Титул баронета Ваннека из Путни в графстве Суррей (Баронетство Великобритании) был создан 14 декабря 1751 года для Джошуа Ваннека (1702—1777), лондонского купца голландского происхождения. Его старший сын, сэр Джерард Ваннек, 2-й баронет (ок. 1743—1791), представлял Данвич в парламенте (1768—1790). Ему наследовал его младший брат, сэр Джошуа Ваннек, 3-й баронет (1745—1816), который был возведён в звание пэра как барон Хантингфилд в 1796 году.
Коммодор авиации Сэр Питер Бекфорд Ратгерс Ваннек (1922—1999), лорд-мэр Лондона в 1977—1978 годах, был вторым сыном пятого барона. Он был депутатом Европейского парламента от Кливленда (1979—1984) и Кливленда и Северного Йоркшира (1984—1989).
Первоначальной резиденцией семьи Ваннек был Хевенингэм Холл возле Хевенингэма и Хантингфилда в графстве Саффолк. В 1970 году 6-й барон продал свой фамильный дом правительству.

## Бароны Хантингфилд, первая креация (15 ноября 1351)
- 1351—1376: Уильям де Хантингфилд, 1-й барон Хантингфилд (1329 — ноябрь 1376)

## Бароны Хантингфилд, вторая креация (14 августа 1362)
- 1362-?: Джон де Хантингфилд, 1-й барон Хантингфилд

## Баронеты Ваннек из Путни (14 декабря 1751)
- 1751—1777: Сэр Джошуа Ваннек, 1-й баронет[англ.] (1702 — 6 марта 1777), сын голландского эмигранта Корнелиуса Ваннека[1]
- 1777—1791: Сэр Джерард Ваннек, 2-й баронет (ок. 1743 — 23 мая 1791), старший сын предыдущего[2]
- 1791—1816: Сэр Джошуа Ваннек, 3-й баронет (31 декабря 1745 — 15 августа 1816), младший сын 1-го баронета, барон Хантингфилд с 1796 года[3].

## Бароны Хантингфилд, третья креация (7 июля 1796)
- 1796—1816: Джошуа Ваннек, 1-й барон Хантингфилд[англ.] (31 декабря 1745 — 15 августа 1816), младший сын сэра Джошуа Ваннека, 1-го баронета (1702—1777)[3]
- 1816—1844: Джошуа Ваннек, 2-й барон Хантингфилд[англ.] (12 августа 1778 — 10 августа 1844), старший сын предыдущего[4]
- 1844—1897: Чарльз Эндрю Ваннек, 3-й барон Хантингфилд (12 января 1818 — 23 сентября 1897), единственный сын предыдущего от второго брака[5]
- 1897—1915: Джошуа Чарльз Ваннкек, 4-й барон Хантингфилд (27 августа 1842 — 13 января 1915), старший сын предыдущего[6]
- 1915—1969: Уильям Чарльз Аркедекн Ваннек, 5-й барон Хантингфилд[англ.] (3 января 1883 — 20 ноября 1969), старший сын достопочтенного Уильяма Аркедекна Ваннека (1845—1912), второго сына 3-го барона[7]
- 1969—1994: Джерард Чарльз Аркедекн Ваннек, 6-й барон Хантингфилд (29 мая 1915 — 1 мая 1994), старший сын предыдущего[8]
- 1994 — настоящее время: Джошуа Чарльз Ваннек, 7-й барон Хантингфилд (род. 10 августа 1954), единственный сын предыдущего[9]
  - Наследник титула: достопочтенный Джеральд Чарльз Алистер Ваннек (род. 12 мая 1985), единственный сын предыдущего[10].